# Deladenus aridus
Deladenus aridus is een rondwormensoort, de plaatsing in een familie is onzeker. De wetenschappelijke naam van de soort is voor het eerst geldig gepubliceerd in 1957 door Andrássy.